# الغفور (أسماء الله الحسنى)
اسم الله الغفور من أسماء الله الحسني، هو من صيغ المبالغة، على وزن فعول، أي كثير المغفرة، كماً ونوعاً، وأصل المغفرة التغطية والستر، ومعناه: السَّاترِ لذُنوبِ عِبَاده وعُيوبهم المُتَجاوِز عَن خَطَاياهُم وذنوبهم.

## في القرآن الكريم
ذُكر في القرآن الكريم أكثر من تسعين مرة، منها:
- ﴿نَبِّئْ عِبَادِي أَنِّي أَنَا الْغَفُورُ الرَّحِيمُ ۝٤٩ وَأَنَّ عَذَابِي هُوَ الْعَذَابُ الْأَلِيمُ ۝٥٠﴾ سورة الحجر:49-50.
- قال تعالى: ﴿يَغْفِرُ لِمَن يَشَاء وَيُعَذِّبُ مَن يَشَاء وَكَانَ اللَّهُ غَفُورًا رَّحِيمًا﴾ سورة آل عمران:129.
- ﴿إِنَّ رَبَّكَ سَرِيعُ الْعِقَابِ وَإِنَّهُ لَغَفُورٌ رَّحِيمٌ﴾ سورة الأنعام:165.
- ﴿إِنَّمَا يَخْشَى اللَّهَ مِنْ عِبَادِهِ الْعُلَمَاء إِنَّ اللَّهَ عَزِيزٌ غَفُورٌ﴾ سورة فاطر:28.

## في السنة النبوية
- عن عبد الله بن عمرو:[3]«أنَّ أبا بكرٍ الصديقَ رضي الله عنه قال للنبيِّ ﷺ : يا رسولَ اللهِ، علِّمني دعاءً أدعو به في صلاتي . قال :قُلْ : اللهم إني ظلَمتُ نفسي ظُلمًا كثيرًا، ولا يغفرُ الذنوبَ إلا أنت، فاغفِرْ لي من عِندِك مغفرًة، إنك أنت الغفورُ الرحيمُ»
- عن عبد الله بن عمر قال:[4]«كان يُعَدُّ لرسولِ اللهِ ﷺ في المَجْلِسِ الواحدِ مائةُ مَرَّةٍ من قبلِ أن يقومَ ربِّ اغفِرْ لي وتُبْ عليَّ إنك أنت التوابُ الغفورُ»
- عن واثلة بن الأسقع:[5] عن النبي ﷺ أنه صلى على رجل ـ كان قد مات ـ « فقال اللهم إن فلان ابن فلان في ذمتك، وحبل جوارك، فأعذه من فتنة القبر وعذاب النار، أنت أهل الوفاء والحمد، اللهم اغفر له وارحمه، إنك أنت الغفور الرحيم»

## الغفار، الغفور، الغافر

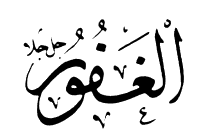

الغفور و الغفار قريبان في المعنى من بعضهما، لكن الغفار أبلغ من الغفور، الغفور من يغفر الذنوب العظام، أما «الغفار» من يغفر الذنوب الكثيرة، الغفور للذنوب العظام، أما «الغفار» للذنوب الكثيرة. ، أما الغافر فهو اسم فاعل والغفار والغفور هما صيغ مبالغة.

## معني المغفرة
الغفر والغفران في اللغة: الستر، وكل شيء سترته فقد غفرته، والمغفرة من الله –عز وجل- ستره للذنوب، وعفوه عنها بفضله ورحمته.
- قال الزجَّاج: معنى الغفر في حق الله سبحانه: هو الذي يستر ذنوب عباده، ويغطيهم بستره[8]
- وقال الحليمي: الغافر هو الذي يستر على المذنب، ولا يؤاخذه فيشهره ويفضحه، وأما الغفور فهو الذي يكثر منه الستر على المذنبين من عباده، ويزيد عفوه على مؤاخذته[9]
- قال ابن القيم:

| وهو الغفور فلو أتى بقربها |  | من غير شرك بل من العصيان |
| لاقاه بالغفران ملء قربها  |  | سبحانه هو واسع الإحسان   |